# Contea di Northampton (Australia)
La contea di Northampton è una delle diciassette local government areas che si trovano nella regione di Mid West, in Australia Occidentale. Essa si estende su di una superficie di circa 12.499 chilometri quadrati ed ha una popolazione di 3.202 abitanti.
All'interno dei confini della contea si trova la Hutt River Principality, una micronazione non riconosciuta dall'Australia né da qualunque altra entità internazionale.